# Javier Iriarte
Francisco Javier Iriarte Garro (Zizur Mayor, Navarra, 11 de noviembre de 1986) es un ciclista español.
Tras tres temporadas en el Seguros Bilbao (2005-2007), debutó como profesional en 2008, en el equipo Burgos Monumental. Sin embargo tuvo que recalificarse como amateur corriendo con el Lizarte (2009-2010).
En 2011 volvió al campo profesional de la mano del Movistar Team, dirigido por Eusebio Unzué.
En octubre de 2012 anunció su retirada del ciclismo debido a unos dolores musculares recurrentes en la pierna izquierda.
Actualmente es auxiliar en el equipo Movistar Team.

## Palmarés
No ha conseguido victorias como profesional.

## Equipos
- Burgos Monumental (2008)
- Movistar Team (2011-2012)